# Johannes Hertelius

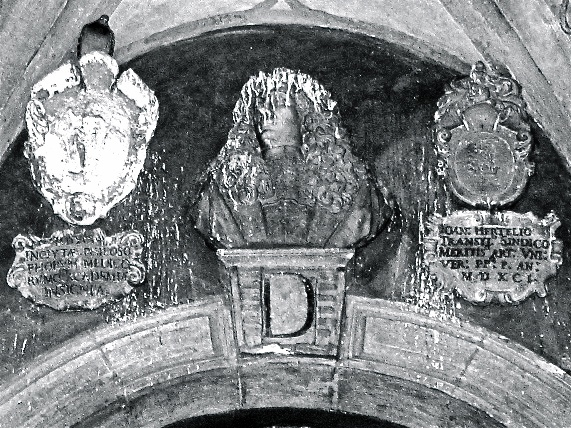
Johannes Hertelius mellszobra a páduai egyetemen (1591)

Johannes Hertelius másképpen Johannes Hertel (Kolozsvár, 1565 – Kolozsvár, 1612) erdélyi szász orvos, Báthory Zsigmond fejedelem orvosa és Kolozsvár város orvosa.

## Életpályája
1565-ben született, Dávid Ferenc (Franz Hertel) négy ismert gyermeke közül a legfiatalabb fiúként. Szüleinek és bátyjának halála után Kornis Farkas udvarhelyszéki főkirálybíró udvarában élt Homoródszentpálon.
A páduai jogi egyetemen tanult 1586. november 29-ig, majd Bázelbe utazott tanulmányai folytatására. Johann Jakob Grynaeus kálvinista teológussal folytatott teológia vitája 1587-ben nyomtatásban is megjelent. 1587. szeptember 15-én beiratkozott a heidelbergi egyetemre, 1589-ben pedig visszatért Páduába, ahol orvosi tudományokat tanult. 1591-ben a filozófia és orvostudomány doktorává avatták és nagy elismeréssel illették; erről tanúskodik mellszobra és emléktáblája a Palazzo del Bo-ban. Hertelius botanikával is foglalkozott és kapcsolatban állt kora neves humanistáival és botanikusaival, így például Gian Vincenzo Pinellivel és Carolus Clusiusszal. Megpróbálta elnyerni a páduai egyetem botanikus kertjének vezetői tisztségét, ahol 1592–93-ban Giacomo Antonio Cortusi professzor mellett fél éven át asszisztensként és a botanikus kert felügyelőjeként tevékenykedett. Az állást azonban 1593-ban Prospero Alpini velencei orvos és botanikus nyerte el.
Páduai tartózkodása alatt Hertelius szoros kapcsolatban állt a neves matematikus, geográfus és asztrológus Giovanni Antonio Maginivel (1555–1617), akinek friss és megbízható adatokat bocsátott rendelkezésére szülőhazájának földrajzáról, geológiájáról, flórájáról, faunájáról és kultúrájáról. Ezeket az adatokat Magini a forrás megjelölésével bevette Klaudiosz Ptolemaiosz Geographiae Universae tum veteris tum novae absolutissimum opus című művének új kiadásába. Így Hertelius közvetve hozzájárult az Erdélyre vonatkozó ismeretek elterjesztéséhez a kora újkor szakirodalmában, mivel Ptolemaiosz geográfiájának ez a kiadása legalább húsz alkalommal jelent meg.
Johannes Hertelius feltehetőleg 1594–95-ben tért vissza Erdélybe, ahol Báthory Zsigmond fejedelem udvari orvosa lett Gyulafehérváron. Orvosi és diplomáciai szolgálatai jutalmául 1598-ban a fejedelem Gergelyfáját adományozta neki. A fejedelem 1600-ban történt lemondása után, de legkésőbb 1601-től Hertelius Kolozsváron élt. Itt Bernard Jacobinus városi orvos utódja lett és beválasztották a százférfiak közé. Kolozsvári orvosi ténykedéséről nem állnak rendelkezésre adatok.

## Művei
- Didaskalia de nobili dicto Davidis: Justus ut palma florebit: tanquam Cedrus in Libano crescet. Basel, 1587

## Fordítás
- Ez a szócikk részben vagy egészben a Johannes Hertelius című német Wikipédia-szócikk ezen változatának fordításán alapul.  Az eredeti cikk szerkesztőit annak laptörténete sorolja fel. Ez a jelzés csupán a megfogalmazás eredetét és a szerzői jogokat jelzi, nem szolgál a cikkben szereplő információk forrásmegjelöléseként.

## További információ
- Robert Offner: Johannes Hertelius erdélyi orvos 1593. február 8-án Carolus Clusius flamand botanikushoz intézett eddig ismeretlen levele (Könyvszemle – Gaal György) Keresztény Magvető (2010, 116. évfolyam, 3. szám)